# Le Mort (film, 1936)
Pour les articles homonymes, voir Le Mort.
Le Mort est un long métrage dramatique belge réalisé par Émile-Georges De Meyst, sorti en 1936 et réalisé d'après le roman de Camille Lemonnier.

## Synopsis
À la fin du XIXe siècle, un riche meunier campinois marie sa fille. Mais un drame se produit à proximité. Un paysan est assassiné par trois frères qui veulent voler son gain de la loterie. La noce est compromise.

## Fiche technique
- Titre original : Le Mort
- Pays : Belgique
- Réalisation : Émile-Georges De Meyst
- Assistant-réalisateur : Gaston Urecht
- Scénario et dialogues : Émile-Georges De Meyst, d'après le roman homonyme de Camille Lemonnier, paru à Bruxelles en 1882 aux éditions Henry Kistemaeckers
- Musique : Robert Pottier
- Image : Charles Lengnich, Marius Mahieu
- Décors : Louis E. Saeys
- Société de production : Procibel
- Format : noir et blanc
- Langue : français
- Durée : 67 minutes

## Distribution
- Marcelle Dambremont : Kaatje Langendries
- René Damor : Hendrik Zacht
- Eliane Dany : Griet Langendries
- Gina Manès : La Tonia, la femme du tailleur et prostituée sur le retour
- Constant Rémy : Balthazar Baraque, un fermier assassin
- René Herdé : Bastian Baraque, son frère et complice
- Émile-Georges De Meyst : Nol Baraque, le frère débile mental de Balthazar et Bastian
- Henry de Nevry : Langendries
- Robert Maufras : Kas Piers
- Lucien Prad : le curé
- Maurice De Groote : le chanteur

## La production
Le film a été tourné en studio en quatre semaines grâce à la somme de 350 000 francs belges offerte par un marchand de tabac anversois cinéphile. Près du tiers de cette somme a servi au cachet de l'acteur Constant Rémy.